# Quercus phellos
Quercus phellos L., 1753 è un albero 
appartenente alla famiglia delle Fagaceae diffuso negli Stati Uniti d'America.

## Distribuzione e habitat
È originario degli Stati Uniti orientali e centrali; si trova da Long Island Sound a sud fino al nord della Florida e a ovest fino all'Illinois meridionale, Missouri, Oklahoma e Texas orientale.
Si trova più comunemente nelle pianure alluvionali, spesso lungo i corsi d'acqua, ma raramente anche in alcuni altopiani, fino a 400 metri di altitudine.